# Franco Balmamion
Franco Balmamion (født 11. januar 1940 i Nole) er en tidligere italiensk professionel landevejscykelrytter, som kørte imellem 1960 og 1972. Højdepunktet i hans karriere, kom da han vandt Giro d'Italia i 1962 og 1963.

## Resultater
Giro d'Italia
- 1961 – 20. plads
- 1962 – 1. plads, 5 dage i førertrøjen
- 1963 – 1. plads, 6 dage i førertrøjen
- 1964 – 8. plads
- 1965 – 5. plads
- 1965 – 6. plads
- 1966 – 2. plads
- 1967 – 7. plads
- 1970 – 12. plads

Tour de France
- 1967 – 3. plads
- 1969 – 39. plads
- 1970 – 12. plads